# Jeremy Karikari
Jeremy Opoku-Karikari (Hamburg, 1987. július 23. –) német-ghánai származású labdarúgó, aki jelenleg az SV Elversberg középpályása.

## Pályafutása
Hamburgban született, de ghánai felmenőkkel is rendelkezik. Először a Concordia Hamburg ifjúsági csapatában nevelkedett, majd a Eimsbütteler TV, a Hamburger SV és az St. Pauli csapataiban. 2007. november 11-én a Bundesliga 2-ben debütált az FC Augsburg ellen csereként.
2008 januárjában a VfB Stuttgart tartalék csapatához csatlakozott. 2010 júniusáig kötöttek szerződést. 42 mérkőzés után csatlakozott a SSV Jahn Regensburg csapatához, ahol hamar komoly sérülést szerzett. 2011 januárjában a Eintracht Trier klubjába igazolt. A 2012–13-as szezont már a RB Leipzig együttesében kezdte meg. 2013. május 13-án közös megegyezéssel felbontották szerződését. A következő szezonban már a VfL Osnabrück csapatában szerepelt, majd egyéves szerződése lejárta után ingyen távozott. A 2014-2015-ös szezont a SV Elversberg csapatánál kezdte meg, ahová 2016-ig írt alá.